# ألبرت فون شتاين
ألبرت فون شتاين هو عسكري سويسري، ولد في 1513، وتوفي في 27 أبريل 1522 في لومبارديا في إيطاليا بسبب قتل في المعركة.